# 元胡摩
元 胡摩（げん こま、? - 616年）は、北周の孝閔帝宇文覚の皇后。西魏の文帝元宝炬の娘。

## 経歴
西魏で晋安公主に封ぜられた。又従兄弟にあたる宇文覚が略陽公となったとき、胡摩をめとった。宇文覚が北周の天王に即位すると、胡摩は王后に立てられた。宇文覚が宇文護の手により廃位されると、胡摩は出家して尼となった。572年、武帝が宇文護を殺すと、亡き宇文覚に孝閔帝の尊号が贈られ、胡摩は孝閔皇后とされて、崇義宮に住んだ。隋が建てられると、宮廷を出て里邸に住んだ。616年、死去した。

## 伝記資料
- 『周書』巻9 列伝第1 皇后
- 『北史』巻14 列伝第2 后妃下